# كارا (لاعب كرة قدم)
كارا (بالبرتغالية: Fernando Agostinho da Costa‏) هو لاعب كرة قدم أنغولي في مركز الوسط، ولد في 10 أكتوبر 1981 في لواندا في أنغولا. شارك مع منتخب أنغولا لكرة القدم. أما مع النوادي، فقد لعب مع بترو إتليتيكو.

## وصلات خارجية
- كارا (لاعب كرة قدم) على موقع الاتحاد الدولي (مؤرشف)  (الإنجليزية)
- كارا (لاعب كرة قدم) على موقع قاعدة بيانات كرة القدم.إي يو (الإنجليزية)
- كارا (لاعب كرة قدم) على موقع ناشيونال فوتبول تيمز (الإنجليزية)